# رئيس الماندرين
رئيس الماندرين هي رواية بوليسية للكاتبة البريطانية روث ريندل، نُشرت لأول مرة في عام 1983. وهي الرواية الثانية عشرة في سلسلة رواياتها الشهيرة "المفتش ويكسفورد". تحكي الرواية مؤامرة شرطي كينغسماركهام الشهير (مدينة سوق خيالية في مقاطعة ساسكس) أثناء عودته من عطلة إلى الصين، للتحقيق في وفاة سائح.

## ملخص
أثناء إجازته في الصين، كان المفتش ريجينالد ويكسفورد مهووساً بحادثتين غامضتين، وهما امرأة عجوز ذات أقدام مقيدة، وغرق رجل. عند عودته إلى الوطن، يُكلف بالتحقيق في مقتل سائح ويدرك أن هذه الوفاة مرتبطة بتجربته في الخارج.